# Škoda Enyaq iV
Škoda Enyaq iV je první kompaktní SUV elektromobil vyráběný Škodou Auto. Sériová výroba byla zahájena v listopadu 2020 v Mladé Boleslavi; první vozy byly zákazníkům v Česku dodány v květnu 2021. V lednu 2022 pak debutovala druhá karosářská verze Škoda Enyaq Coupé iV, ve stylu kupé.

## Vývoj a výroba
Koncept Vision E byl poprvé představen na Auto Shanghai roku 2017. Počátek sériové výroby byl plánován na rok 2020. Vision E je postavena na modulárním podvozku MEB (německy Modularer E-Antriebs-Baukasten), který je určen pro elektromobily Volkswagen Group. Vision E se bude (pro evropský trh) vyrábět v Česku. Druhá vývojová verze a poslední krok před sériovou výrobou, Škoda Vision iV, byla oznámena v únoru 2019. Představení fyzického vozu viděl v březnu 2019 ženevský autosalon. a verze s jedním elektromotorem místo dvou motorů u první verze byla představena v dubnu v Šanghaji.
Sériová výroba Škody Enyaq započala v Mladé Boleslavi 25. listopadu 2020 v plánované kapacitě 350 vozů denně se základní cenou 1 059 900 korun v ČR.
Předobjednávky vozu se vyřizovaly od září 2020. První elektromobily Enyaq iV byly zákazníkům předány ve Skandinávii na konci dubna 2021, západní a střední Evropa následovala v květnu 2021.
Léta 2023 je dostupná nová základní verze (v zemích jako je Německo, Nizozemsko a Belgie; v Česku jsou k mání jen verze dražší přibližně o 300 tisíc Kč.
V květnu 2024 reagovala automobilka na snižování cen elektromobilů časově omezenou nabídkou akční verze Tour s cenovkou od 899 tisíc korun včetně DPH; model má elektromotor o 125 kW a pohon zadních kol. Vysokonapěťová baterie umožňuje maximální dojezd až 375 km.

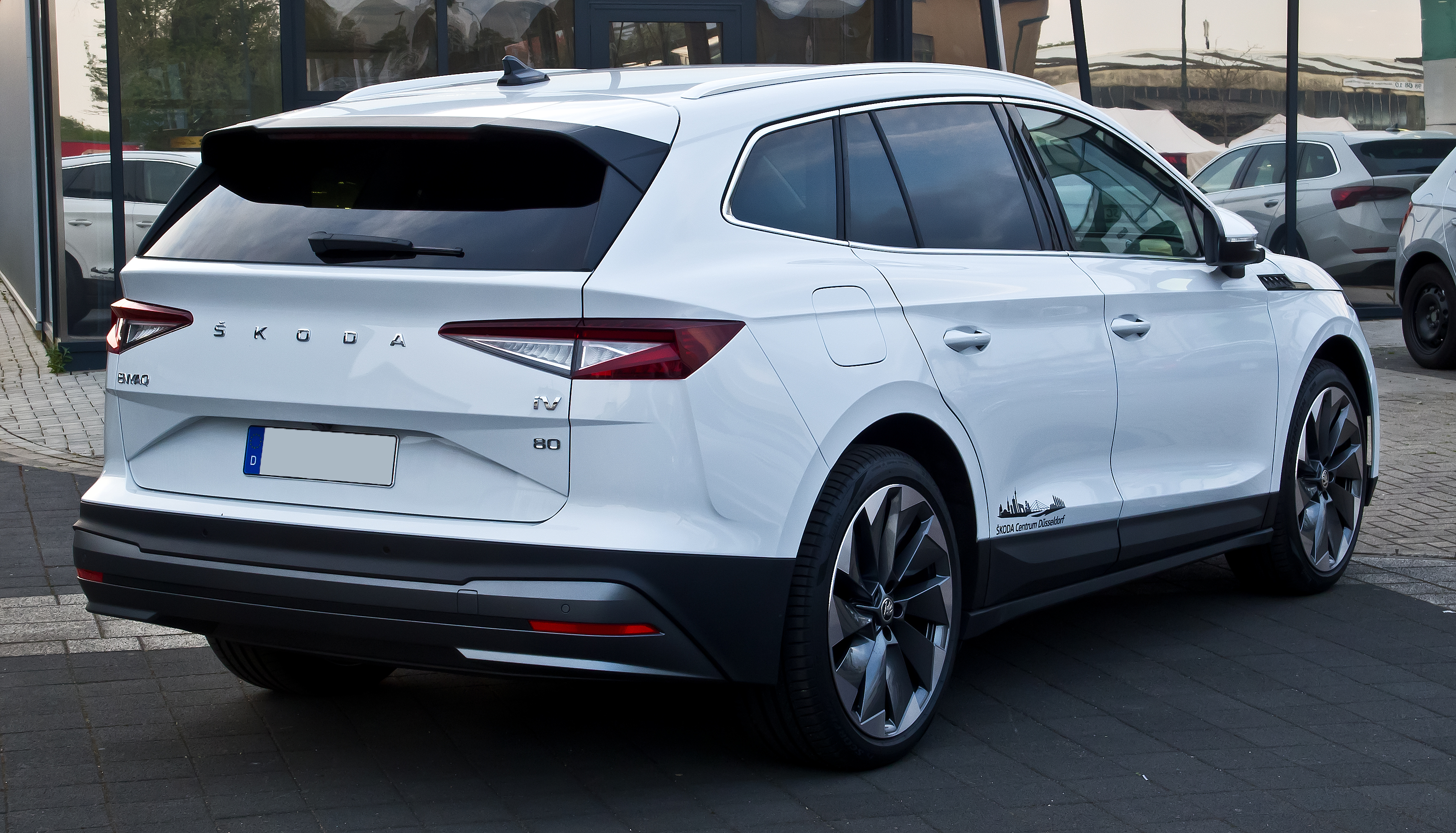
Zadní část
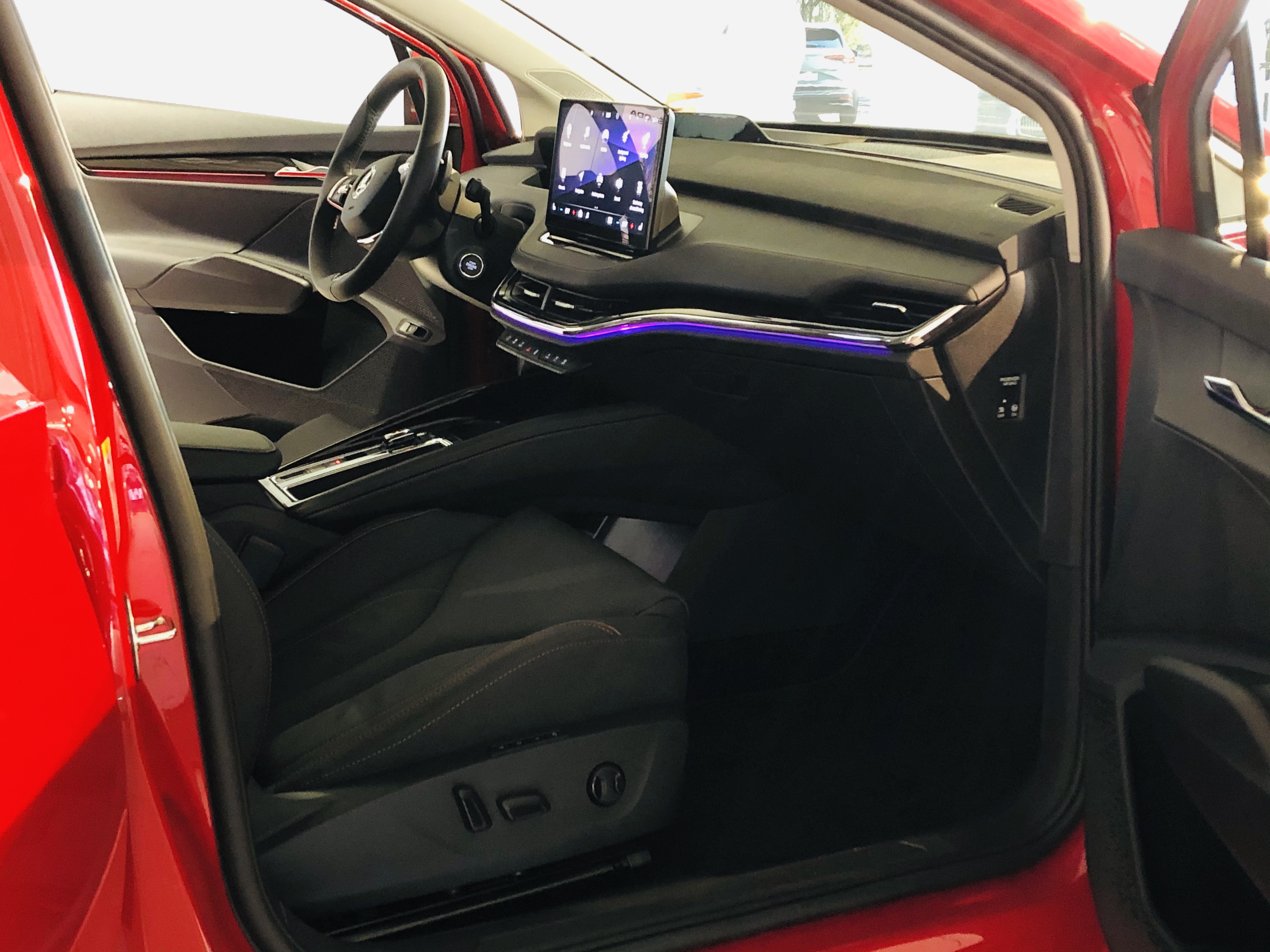
Interiér

## Specifikace
Exteriér výrobního automobilu je 92–95 procent identický s konceptem Vision iV. Je poháněn jedním (zadní pohon) nebo dvěma (pohon všech kol) elektromotory, které jsou napájeny z lithium-iontové baterie s kapacitou 55, 62 či 82 kWh.
Sériově vyráběná verze bude dostupná v 5 výkonových variantách od 109 do 225 kW s pohonem zadních nebo všech kol. Nejvýkonnější verze zrychlí z 0 na 100 km/h za 6,2 s a může jet maximální rychlostí 180 km/h; maximální nabíjecí výkon dosahuje 125 kW a umožňuje nabití z 10% na 80% za 40 minut. Zavazadlový prostor nabízí objem 585 litrů. Doba nabíjení z 230V zásuvky je 25 až 34 hodin, přes rychlonabíječku mennekes je to 5,3 hodin.
Vrcholná verze Škoda Enyaq Coupé RS iV debutovala v rámci premiéry verze kupé; dostala dva elektromotory, nakonec o celkovém výkonu 220 kW. V půli listopadu 2023 jí z pomyslného trůnu sesadilo kupé v provedení Laurin & Klement, přinášející mimořádnou výbavu, technická vylepšení i designové prvky. Na jedno nabití dokáže urazit až 550 km. Rychlost nabíjení z deseti na 80 % kapacity baterií má trvat do půl hodiny.
| Model  | Rok   | Kapacita baterie / využitelná (kWh) | Pohon         | Výkon (kW) | Toč. moment (Nm) | 0–100 km/h | Max.rychlost (km/h) | Dojezd (WLTP)   | Nabíjení (kW) |
| ------ | ----- | ----------------------------------- | ------------- | ---------- | ---------------- | ---------- | ------------------- | --------------- | ------------- |
| 60 iV  | 2020– | 62 / 58                             | zadní náprava | 132        | 310              | 8,7 s      | 160                 | 390 km (240 mi) | 50–100        |
| 80 iV  | 2020– | 82 / 77                             | zadní náprava | 150        | 310              | 8,5 s      | 160                 | 510 km (320 mi) | 50–125        |
| 80x iV | 2021– | 82 / 77                             | čtyři kola    | 195        | 425              | 6,9 s      | 160                 | 460 km (290 mi) | 50–125        |
| RS iV  | 2022– | 82 / 77                             | čtyři kola    | 220        | 460              | 6,2 s      | 180                 | 460 km (290 mi) | 50–125        |

## Koncepty

### Specifikace Vision E
Vision E má dojezd 500 km na jedno nabití, používá rekuperaci brzdných sil, je vyvíjen tak, aby 80 % jeho lithium-iontové baterie bylo nabito za 30 minut a má 2 elektromotory se společným výkonem 225 kW (306 k). Vision E je SUV s pohonem na všechna čtyři kola, měří 4 688 mm zdéli, 1 924 mm na šířku a 1 591 mm na výšku a je schopna autonomní jízdy třetího stupně, tj. samostatné jízdy na dálnici i samostatného parkování.

Vision E v roce 2017
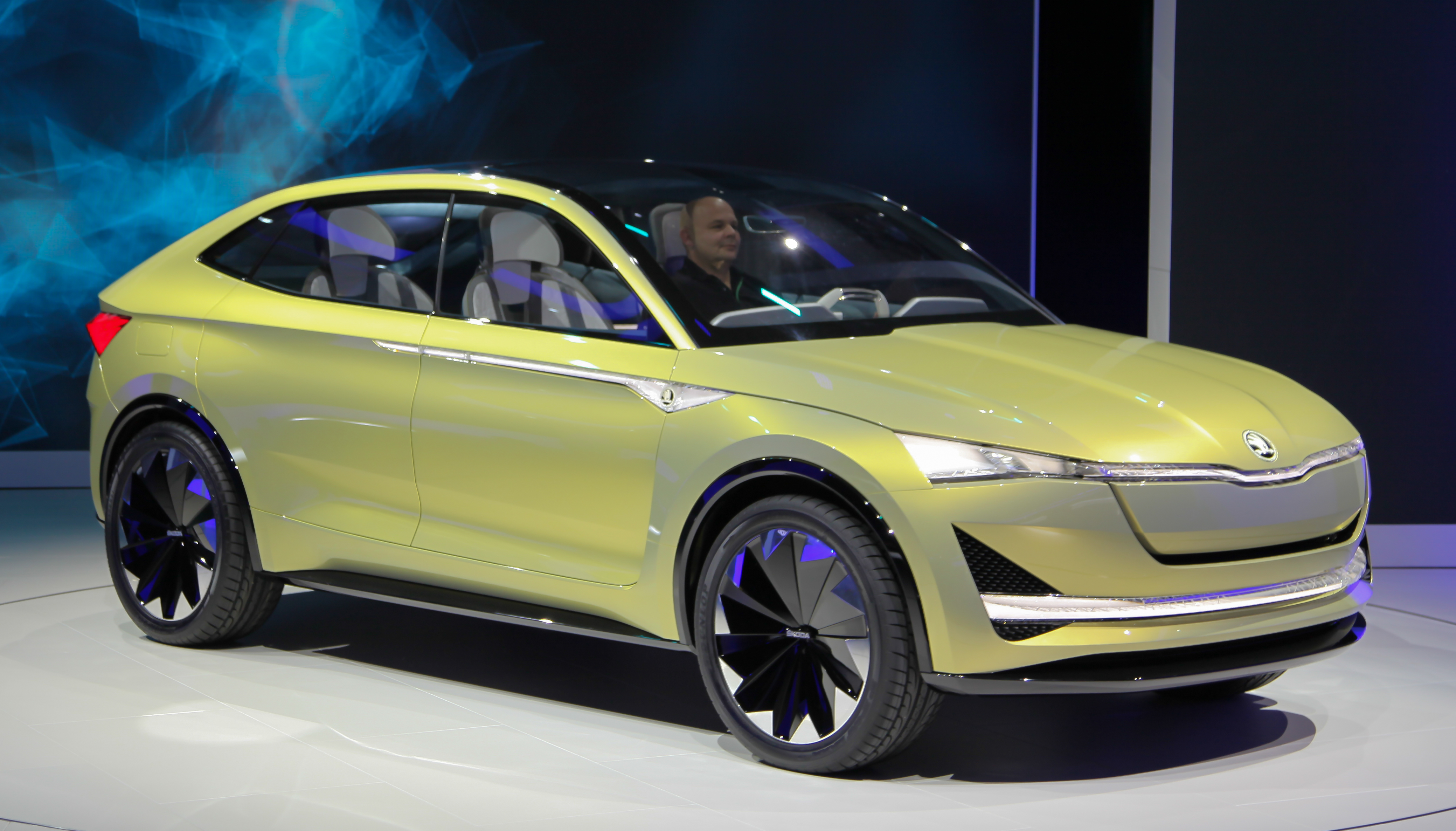
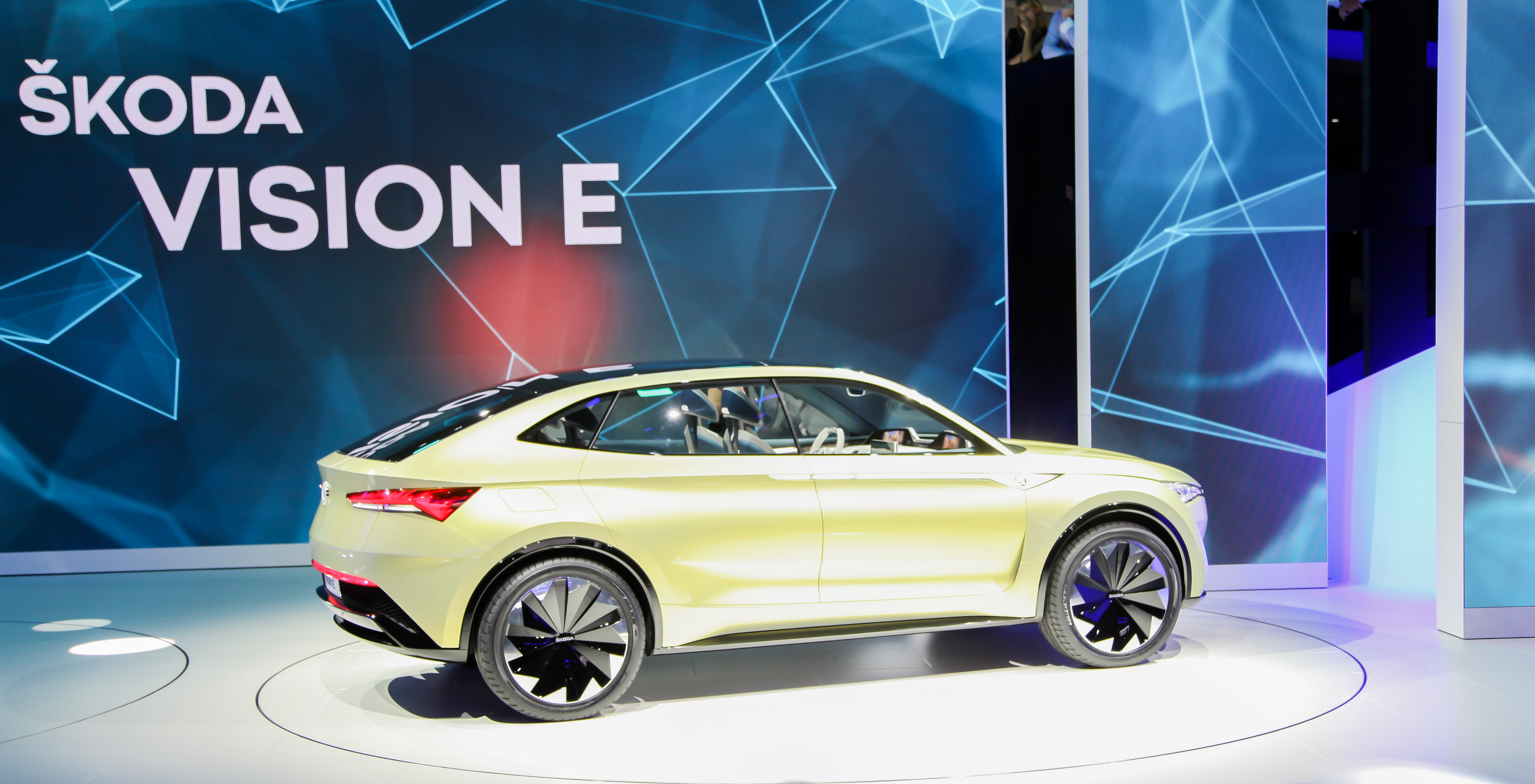

### Specifikace Vision iV
Vision iV má baterii s kapacitou 83 kWh, dojezd 500 km (dle normy WLTP), výstupní výkon 302 koní (225 kW) a akceleraci z nuly na 100 km/h zvládne za 5,9 sekundy. Koncept je 4 655 mm dlouhý, 1 926 mm široký, 1 603 mm vysoký, používá 22palcová kola a objem kufru činí 550 litrů. V dubnu 2019 byla představena verze s jedním elektromotorem pohánějícím zadní nápravu o výkonu 150 kW, se stejnou kapacitou baterií a dojezdem jako silnější verze.

Vision iV v roce 2019
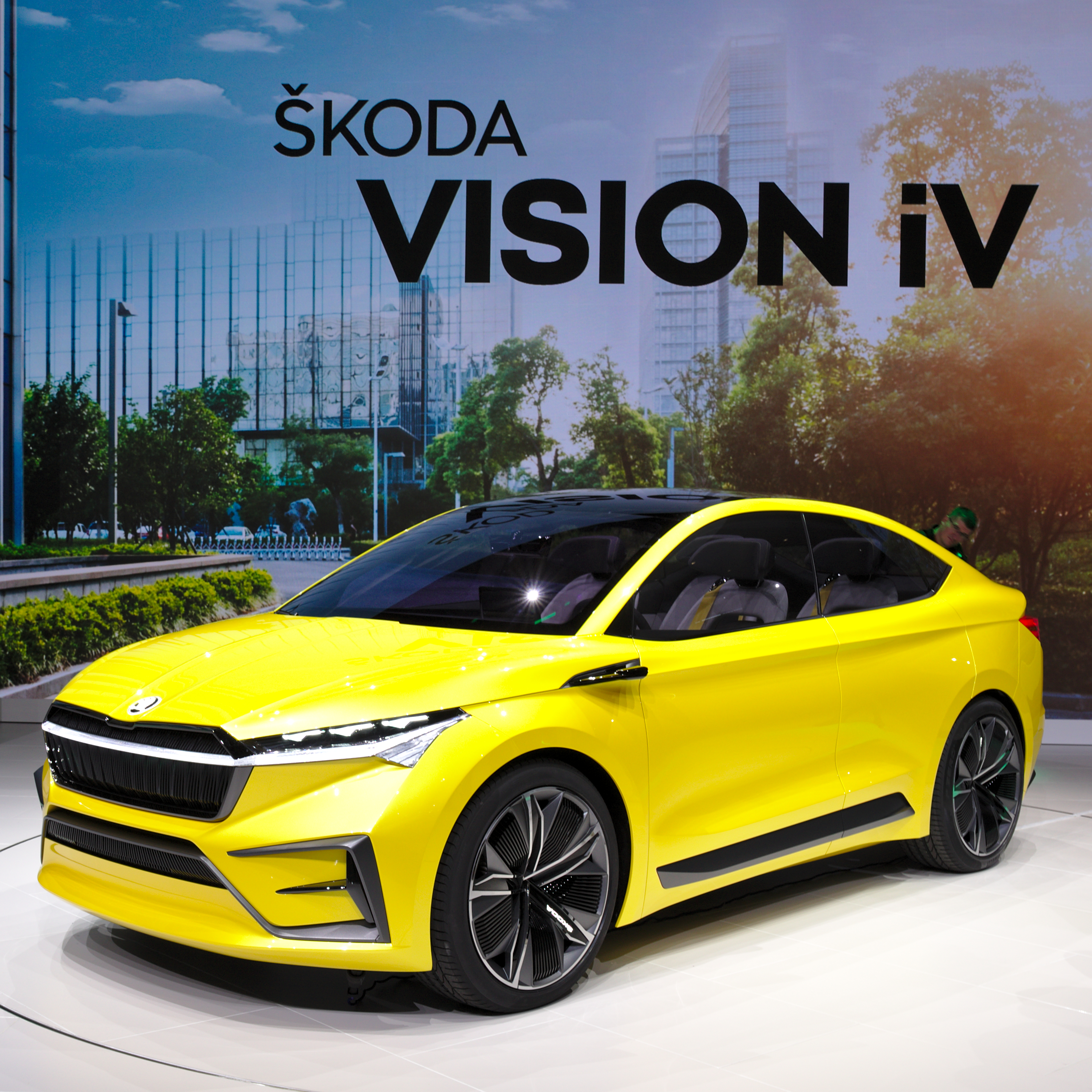
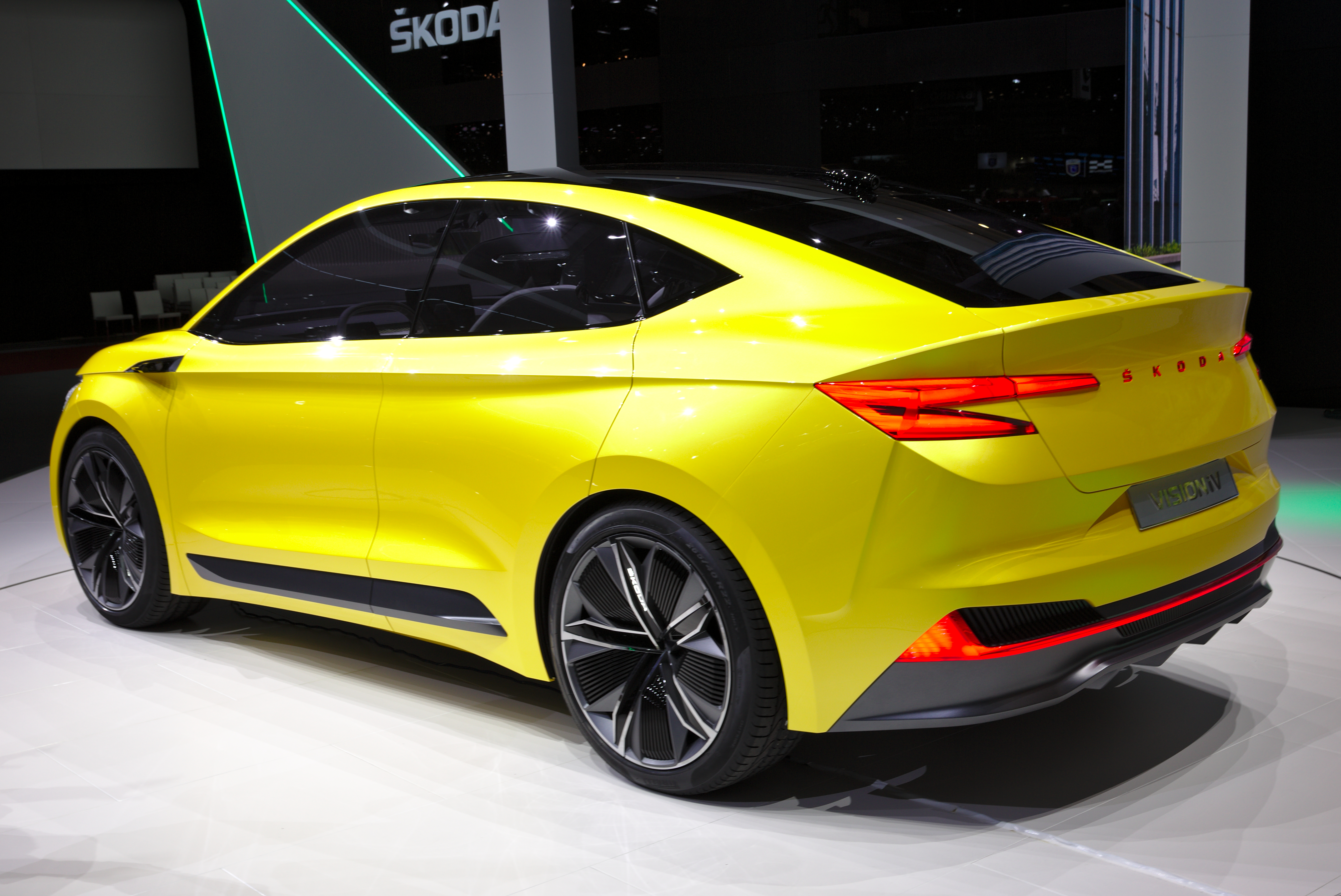